# Lasioglossum noctivaga
Lasioglossum noctivaga är en biart som beskrevs av Linsley och Macswain 1962. Lasioglossum noctivaga ingår i släktet smalbin, och familjen vägbin. Inga underarter finns listade i Catalogue of Life.